# Paul Kearney
Paul Kearney (Ballymena, Irlanda del Norte; 1967)  es un escritor británico conocido principalmente por sus novelas de fantasía épica y su trabajo ha sido comparado con el de David Gemmell.

## Vida
Paul Kearney nació en Ballymena , Irlanda del Norte, en 1967. Estudió anglosajón, Inglés medio  y noruego antiguo en la Universidad de Oxford. Pasó varios años en Estados Unidos y Dinamarca antes de regresar a Irlanda del Norte. Actualmente vive y escribe en el condado de Down.

## Obra
Kearney se dio a conocer por sus novelas independientes El camino a Babilonia (1992), Un reino diferente (1993) y Riding the Unicorn (1994). Todas estas novelas tenían algunos puntos en común, entre los que destacaba el uso de un héroe de nuestro mundo que viaja a uno fantástico. A pesar de sus buenas críticas, estos libros tuvieron ventas decepcionantes comercialmente hablando, y se le pidió Kearney considerar una fantasía épica más tradicional. El resultado fueron Las Monarquías de Dios, que le trajo éxito en gran medida, y le permitió editar cinco volúmenes. 
Después de acabar la serie de Las Monarquías de Dios, Kearney se embarcó en una serie nueva, Los Mendigos de Mar, el cual empezó con La Marca de Ran (2004) que cuenta la historia de su protagonista Rol Cortishane. La historia se basa completamente en aventuras alrededor del océano. Un segundo volumen, Esta Tierra Abandonada (cuyo título original era The Stars We Sail By) fue publicada en julio de 2006. La serie estaba planteada a para ser de cuatro libros y el tercero casi había sido completado cuándo la serie fue inesperadamente abandonada por Bantam en mayo de 2007. Aun así, Kearney fue rápidamente firmado por la editorial Solaris Books, quién lo contrató para escribir una nueva novela de fantasía épica titulada Los Diez mil el cual está claramente basado en el Anabasis de Jenofonte. Este libro fue publicado en agosto de 2008. Solaris También reemitió las Monarquías de Dios en dos volúmenes de formato Ómnibus y pretende publicar la serie de Mendigos de Mar acabada apenas Bantam deje los derechos editoriales. Kearney También ha escrito una novela basada en la serie de televisión Primeval.
En 2009, después de un paréntesis provocado por la compra de Solaris por Rebellion Books, fue contratado por dos libros adicionales establecidos en el mundo de Los Diez Mil y Los formatos ómnibus de Las Monarquías de Dios  fue programada para su publicación a finales de 2010.
En 2009 Kearney fue nominado para los recientes Premios David Gemmell Legend para la categoría de Mejor Novela de Fantasía.